# 小墨山核电站
小墨山核电站，是一座规划建设的内陆核电站，位于中华人民共和国湖南省华容县，计划总装机500万千瓦，总投资700亿元人民币，预计“十三五”规划末期开工建设。

## 地理位置
核电站选址位于华容县东山镇塔市驿管理区杨家湾村小墨山北坡，为丘陵地形，山前为长江冲积平原，与湖北省监利县隔江相望，附近人口密度较小。选址北距长江1.7公里，西南距华容县城34公里，东南距岳阳市区46公里，距离长沙196公里。核电站供水水源为长江，取水提升高度25米，能够满足直流供水、循环冷却用水和核电设备航运条件。

## 建设历程
小墨山核电站的建设计划自20世纪70年代即开始酝酿。1977年，湖南省启动核电厂选址，小墨山在22个预选厂址中被确定为最优厂址。1983年华容县核电厂址保护小组成立。2005年4月，在中国电力规划总院牵头组织的湖南核电项目初可研报告评审会上，小墨山被评定为中国内陆核电站厂址资源最佳的厂址之一，推荐其作为湖南核电项目的优先首选厂址。2006年2月22日，小墨山核电项目在国家发改委组织召开的湖南、湖北、江西三省核电项目专家优选会议上脱颖而出。2007年4月5日，中国电力投资集团公司在长沙举行了湖南小墨山核电厂建设协议签字仪式，中电投湖南核电公司正式挂牌成立，负责湖南岳阳小墨山核电的开发建设。

## 技术规划
小墨山核电站计划建设4台125万千瓦核电机组，项目采用西屋AP1000压水反应堆技术，属第三代反应堆型核电站。

## 项目停滞
2008年，中国南方地区遭受严重冰雪灾害，国家发改委将内陆核电建设提上议程。但由于政策原因，发改委只允许中国核工业集团公司、中国广核集团有限公司和中国电力投资集团公司这三家公司各选择一个省开发一个项目。由于小墨山核电站开发方中国电力投资集团公司已经选择建设江西彭泽核电站项目，导致小墨山核电项目没有入选内陆首批核电站建设项目。在其后的一段时间内，小墨山核电项目一直处于停滞状态，因厂址保护需要，周边工农业生产和其他建设也被禁止，厂区居住和出行条件恶化，给当地百姓造成极大的不便而饱受诟病。
2011年3月11日，日本发生大地震从而引发核灾。灾后第六天，中国国务院决定暂停审批所有核电项目，包括开展前期工作的项目。2012年10月，国务院通过《核电安全规划（2011—2020年）》和《核电中长期发展规划（2011—2020年）》，确定“‘十二五’时期只在沿海安排少数经过充分论证的核电项目厂址，不安排内陆核电项目。”。此举使得小墨山核电站项目在短期内有所进展的希望更加渺茫。

## 近况
2014年，国家发改委批复的《洞庭湖生态经济区规划》将小墨山核电站的建设起止年限明确为2020-2030年，总装机500万千瓦，一期装机250万千瓦。2015年4月21日，湖南省发改委发布能源建设重大项目，据报已将小墨山核电站项目列入厂址保护，力争在“十三五”末核准开工。。